# Olave Baden-Powell
Olave St Clair Baden-Powell, Baronowa Baden-Powell, GBE urodzona jako Olave St Clair Soames (ur. 22 lutego 1889 w Chesterfield, Wielka Brytania, zm. 19 czerwca 1977) – naczelna przewodniczka (skautka) świata (od 1930), od 1916 naczelniczka brytyjskich przewodniczek (skautek).
Była żoną założyciela skautingu, Roberta Baden-Powella.

## Wczesne lata życia
Olave była trzecią i najmłodszą córką właściciela browaru i artysty Harolda Soamesa. Wychowywana była w domu przez ojca, matkę – Katharine (z domu Hill) oraz guwernantki. Uprawiała wiele dyscyplin sportowych, między innymi tenis, pływanie, piłkę nożną, jazdę na łyżwach i kajakarstwo. Grała także na skrzypcach. Rodzina Olave Soames wielokrotnie zmieniała miejsce zamieszkania (17 razy w ciągu pierwszych 23 lat życia Olave).

## Dorosłe życie

### Małżeństwo i dzieci
W styczniu 1912, Olave St Clair Soames spotkała bohatera drugiej wojny burskiej oraz założyciela skautingu, Roberta Baden-Powella na statku RMSP Arcadian, który był w drodze do Nowego Jorku żeby tam rozpocząć jeden z „Scouting World Tours”.
W momencie poznania Roberta Olave miała 23 lata. Robert Baden-Powell miał wówczas 55 lat (32 lata różnicy). Zaręczyli się we wrześniu tego samego roku, powodując medialną sensację. Aby uniknąć prasy, pobrali się w sekrecie 30 października 1912.
The Scouts and Guides of England w prezencie ślubnym kupili młodej parze samochód (wbrew plotkom, nie był to Rolls-Royce prezentowany w 1929 roku). Zamieszkali w częściowo sfinansowanym przez ojca Olave domu „Pax Hill” niedaleko Bentley w hrabstwie Hampshire, gdzie żyli od 1918 do 1939 roku.
Baden-Powellowie mieli trójkę dzieci: syna oraz dwie córki:
- Arthur Robert Peter – drugi Baron Baden-Powell (1913–1962)
- Heather Baden-Powell (1915–1986)
- Betty Baden-Powell (1917–2004)